# Batocera gigas
Batocera gigas är en skalbaggsart som först beskrevs av Pierre-Auguste-Joseph Drapiez 1819.  Batocera gigas ingår i släktet Batocera och familjen långhorningar. Inga underarter finns listade.